# Nathon Allen
Nathon Allen (ur. 28 października 1995) – jamajski lekkoatleta specjalizujący się w biegach sprinterskich.
W 2014 stanął na najniższym stopniu podium mistrzostw świata juniorów w sztafecie 4 × 400 metrów. Dwa lata później startował na halowych mistrzostw świata, podczas których, wraz z kolegami z reprezentacji, zajął 4. miejsce w biegu rozstawnym. Złoty i dwukrotnie srebrny medalista młodzieżowych mistrzostw NACAC (2016). Na igrzyskach olimpijskich w Rio de Janeiro (2016) zdobył srebrny medal w sztafecie 4 × 400 metrów. Piąty zawodnik biegu na 400 metrów podczas mistrzostw świata w Londynie (2017). W 2019 zdobył dwa srebrne medale (w sztafecie 4 × 400 metrów oraz w sztafecie mieszanej) podczas mistrzostw świata w Dosze. W 2022 zdobył swój trzeci srebrny medal mistrzostw świata.
Złoty medalista mistrzostw Jamajki. Stawał na podium czempionatu NCAA.

## Osiągnięcia
| Rok  | Impreza                       | Miejsce        | Konkurencja                   | Lokata     | Wynik   |
| ---- | ----------------------------- | -------------- | ----------------------------- | ---------- | ------- |
| 2014 | Mistrzostwa świata juniorów   | Eugene         | bieg na 400 m                 | półfinał   | 47,56   |
| 2014 | Mistrzostwa świata juniorów   | Eugene         | sztafeta 4 × 400 m            | 3. miejsce | 3:04,47 |
| 2016 | Halowe mistrzostwa świata     | Portland       | sztafeta 4 × 400 m            | 4. miejsce | 3:06,02 |
| 2016 | Młodzieżowe mistrzostwa NACAC | San Salvador   | bieg na 400 m                 | 1. miejsce | 45,39   |
| 2016 | Młodzieżowe mistrzostwa NACAC | San Salvador   | sztafeta 4 × 100 m            | 2. miejsce | 39,25   |
| 2016 | Młodzieżowe mistrzostwa NACAC | San Salvador   | sztafeta 4 × 400 m            | 2. miejsce | 3:04,11 |
| 2016 | Igrzyska olimpijskie          | Rio de Janeiro | sztafeta 4 × 400 m            | 2. miejsce | 2:58.16 |
| 2017 | Mistrzostwa świata            | Londyn         | bieg na 400 m                 | 5. miejsce | 44,88   |
| 2019 | Mistrzostwa świata            | Doha           | sztafeta 4 × 400 m            | 2. miejsce | 2:57,90 |
| 2019 | Mistrzostwa świata            | Doha           | sztafeta mieszana (4 × 400 m) | 2. miejsce | 3:11,78 |
| 2021 | Igrzyska olimpijskie          | Tokio          | bieg na 400 m                 | eliminacje | 46,12   |
| 2021 | Igrzyska olimpijskie          | Tokio          | sztafeta 4 × 400 m            | 6. miejsce | 2:58,76 |
| 2022 | Mistrzostwa świata            | Eugene         | bieg na 400 m                 | półfinał   | DNF     |
| 2022 | Mistrzostwa świata            | Eugene         | sztafeta 4 × 400 m            | 2. miejsce | 2:58,58 |
| 2022 | Igrzyska Wspólnoty Narodów    | Birmingham     | bieg na 400 m                 | 8. miejsce | 48,00   |
| 2022 | Igrzyska Wspólnoty Narodów    | Birmingham     | sztafeta 4 × 400 m            | –          | DQ      |
| 2022 | Mistrzostwa NACAC             | Freeport       | bieg na 400 m                 | 2. miejsce | 45,04   |

## Rekordy życiowe
- Bieg na 400 metrów (stadion) – 44,13 (2018)
- Bieg na 400 metrów (hala) – 45,27 (2018)